# عبد الله بن عبد مناف
أبو يحيى عبد الله بن عبد مناف بن النعمان بن سنان الخزرجي الأنصاري صحابي جليل من قبيلة الخزرج من الأنصار شهد مع النبي محمد ﷺ غزوة بدر وغزوة أحد.